# グラハムスミス (小惑星)
グラハムスミス (4247 Grahamsmith) は小惑星帯の小惑星である。ローウェル天文台のエドワード・ボーエルが発見した。
1982年から1990年の間イギリスの王立天文官 (Astronomer Royal) に任じられた電波天文学者、フランシス・グレアム＝スミス（Francis Graham-Smith, 1923年 - ）から命名された。